# League One 2024 (Cina)
La China League One 2024  è la ventunesima edizione del seconda serie del campionato di calcio cinese. La stagione è iniziata il 9 marzo e si è conclusa il 3 novembre.

## Stagione

### Formula
Le 16 squadre partecipanti giocano un girone all'italiana con gare di andata e ritorno, per un totale di 30 giornate. Al termine del campionato, le prime due sono promosse in Super League 2025, mentre le ultime due sono retrocesse in League Two 2025.

## Calciatori stranieri
Ogni squadra può registrare un massimo di tre calciatori stranieri (esclusi i portieri) nel corso della stagione. Un massimo di tre giocatori stranieri possono essere registrati per ogni partita con un massimo di tre possono essere schierati in qualsiasi momento durante la partita. Inoltre non ci sono limiti nella registrazione dei giocatori naturalizzati e non ci sono limiti nel mettere in campo giocatori naturalizzati di origine cinese. Tuttavia, solo un giocatore naturalizzato di discendenza non cinese può essere schierato come giocatore nativo, mentre gli altri giocatori naturalizzati di discendenza non cinese schierati saranno conteggiati come giocatori stranieri. Ogni club può registrare giocatori di Hong Kong, Macao o Taiwan di origine cinese (esclusi i portieri), a condizione che sia stato registrato come calciatore professionista in una di queste tre federazioni per la prima volta nella sua carriera, come giocatore nativo.
Di seguito la tabella con tutti i calciatori stranieri di ogni squadra nella stagione 2024 (in grassetto i trasferimenti in entrata di metà stagione):
| Squadra                  | Calciatori          | Calciatori            | Calciatori         | Calciatori    | Calciatori               | Calciatori                          | Calciatori       |
| Squadra                  | 1°                  | 2°                    | 3°                 | Naturalizzati | Hong Kong, Macao, Taiwan | Riserve                             | Trasferiti       |
| ------------------------ | ------------------- | --------------------- | ------------------ | ------------- | ------------------------ | ----------------------------------- | ---------------- |
| Chongqing Tongliang Long | Juan Lescano        | Aleksandar Andrejević | Serge Tabekou      |               | Yaki Yen                 | Stefan Vukic                        |                  |
| Dalian Yingbo            | Andrej Kotnik       | Robson                | Fernando Karanga   |               | Oliver Gerbig            |                                     | José Embaló      |
| Foshan Nanshi            | Rafael Águila       | Mario Maslać          | Alfred Gombe-Fei   | → Sun Delin   | Yu Yao-Hsing             |                                     |                  |
| Guangxi Pingguo Haliao   | Yacine Bammou       | Hector Hevel          | Giovanny           | → Lü Kaiwen   | Vas Nuñez                | Gerson Rodrigues                    |                  |
| Guangzhou                | Juan Peñaloza       | Juan Alegría          | Rimvydas Sadauskas |               |                          |                                     |                  |
| Heilongjiang Ice City    | Daciel              | Allan Paulista        | Romário            |               | Wu Yen-Shu               | Ítalo Montaño Boris Daniel Palacios |                  |
| Jiangxi Beidamen         | Willie              | Malang Faye           | Thabiso Brown      |               |                          |                                     |                  |
| Liaoning Shenyang Urban  | Sabir Musa          | Takahiro Kunimoto     |                    |               | Ange Samuel              |                                     | Geoffrey Chinedu |
| Nanjing City             | Moses Ogbu          | Matheus Moresche      | Kingsley Onuegbu   |               | Alexandre Dujardin       | Jefferson Nem                       |                  |
| Qingdao Hongshi          | João Pedro          | Samuel Asamoah        | Yaya Sanogo        |               | Chen Hao-Wei             | Jimmy Mwanga                        |                  |
| Shanghai Jiading Huilong | Dominic Vinicius    | Magno Cruz            | Evans Etti         | → Hui Xu      |                          |                                     |                  |
| Shijiazhuang Kungfu      | Raphaël Messi Bouli | José Ayoví            |                    |               |                          |                                     | Mladen Kovacevic |
| Suzhou Dongwu            | João Leonardo       | Leonardo              | Yeon Jei-min       |               | Clément Benhaddouche     | Ibrahim Yakubu Nassam               |                  |
| Wuxi Wugo                | Nikola Disic        | Staniša Mandić        | Dimitrije Pobulic  |               |                          |                                     |                  |
| Yanbian Longding         | Ulrich Lobe         | Víctor Arboleda       | Ivo                |               |                          | Ronan                               |                  |
| Yunnan Yukun             | Nyasha Mushekwi     | Alexandru Ioniță      | Zakaria Labyad     |               | Wang-Kit Tsui            |                                     |                  |

- Per i giocatori di Hong Kong, Macao o taiwanesi, se non sono naturalizzati e sono stati registrati come calciatori professionisti nei campionati di Hong Kong, Macao o Taipei per la prima volta, sono riconosciuti come giocatori nativi. Altrimenti vengono riconosciuti come giocatori stranieri.

## Classifica
|  | Pos. | Squadra                 | Pt | G  | V  | N  | P  | GF | GS | DR  |
|  | ---- | ----------------------- | -- | -- | -- | -- | -- | -- | -- | --- |
|  | 1.   | Yunnan Yukun            | 66 | 30 | 20 | 6  | 4  | 70 | 20 | +50 |
|  | 2.   | Dalian Yingbo           | 57 | 30 | 17 | 6  | 7  | 44 | 29 | +15 |
|  | 3.   | Guangzhou               | 52 | 30 | 14 | 10 | 6  | 51 | 35 | +16 |
|  | 4.   | Liaoning Tieren         | 50 | 30 | 14 | 8  | 8  | 41 | 33 | +8  |
|  | 5.   | Chongqing Tonglianglong | 50 | 30 | 13 | 11 | 6  | 42 | 25 | +17 |
|  | 6.   | Shijiazhuang Gongfu     | 48 | 30 | 13 | 9  | 8  | 33 | 28 | +5  |
|  | 7.   | Suzhou Dongwu           | 48 | 30 | 12 | 12 | 6  | 46 | 34 | +12 |
|  | 8.   | Guangxi Pingguo Haliao  | 47 | 30 | 11 | 14 | 5  | 42 | 37 | +5  |
|  | 9.   | Nanjing Chengshi        | 34 | 30 | 8  | 10 | 12 | 34 | 41 | -7  |
|  | 10.  | Foshan                  | 32 | 30 | 6  | 14 | 10 | 30 | 41 | -11 |
|  | 11.  | Shanghai J.B.           | 31 | 30 | 5  | 17 | 8  | 21 | 27 | -6  |
|  | 12.  | Yanbian Longding        | 31 | 30 | 7  | 11 | 12 | 31 | 50 | -19 |
|  | 13.  | Dingnan Ganlian         | 27 | 30 | 6  | 9  | 15 | 25 | 42 | -17 |
|  | 14.  | Qingdao Hongshi         | 26 | 30 | 5  | 11 | 14 | 36 | 49 | -13 |
|  | 15.  | Wuxi Wugou              | 22 | 30 | 5  | 7  | 18 | 25 | 49 | -24 |
|  | 16.  | Jiangxi Lushan          | 19 | 30 | 4  | 7  | 19 | 25 | 56 | -31 |

Legenda:
      Promosse in Super League
      Retrocesse in League Two
Note:
Tre punti a vittoria, uno a pareggio, zero a sconfitta.